# Pianoconcert nr. 7 (Mozart)
Pianoconcert nr. 7 of Lodronconcert in F majeur, KV 242, is een pianoconcert van Wolfgang Amadeus Mozart. Hij voltooide het stuk in februari 1776 in de zeldzame bezetting voor drie piano's, in opdracht van Antonia Lodron, die het samen met haar twee dochters wilde spelen. In 1780 herschreef Mozart het stuk, voor zichzelf en een andere pianist, met twee piano's.

## Orkestratie
Het pianoconcert is geschreven voor:
- Twee hobo's
- Twee hoorns
- Drie (tegenwoordig meestal twee) pianoforte's
- Strijkers

## Onderdelen
Het pianoconcert bestaat uit drie delen:
1. Allegro
2. Adagio
3. Rondo: Tempo di menuetto